# Damallsvenskan de 2013

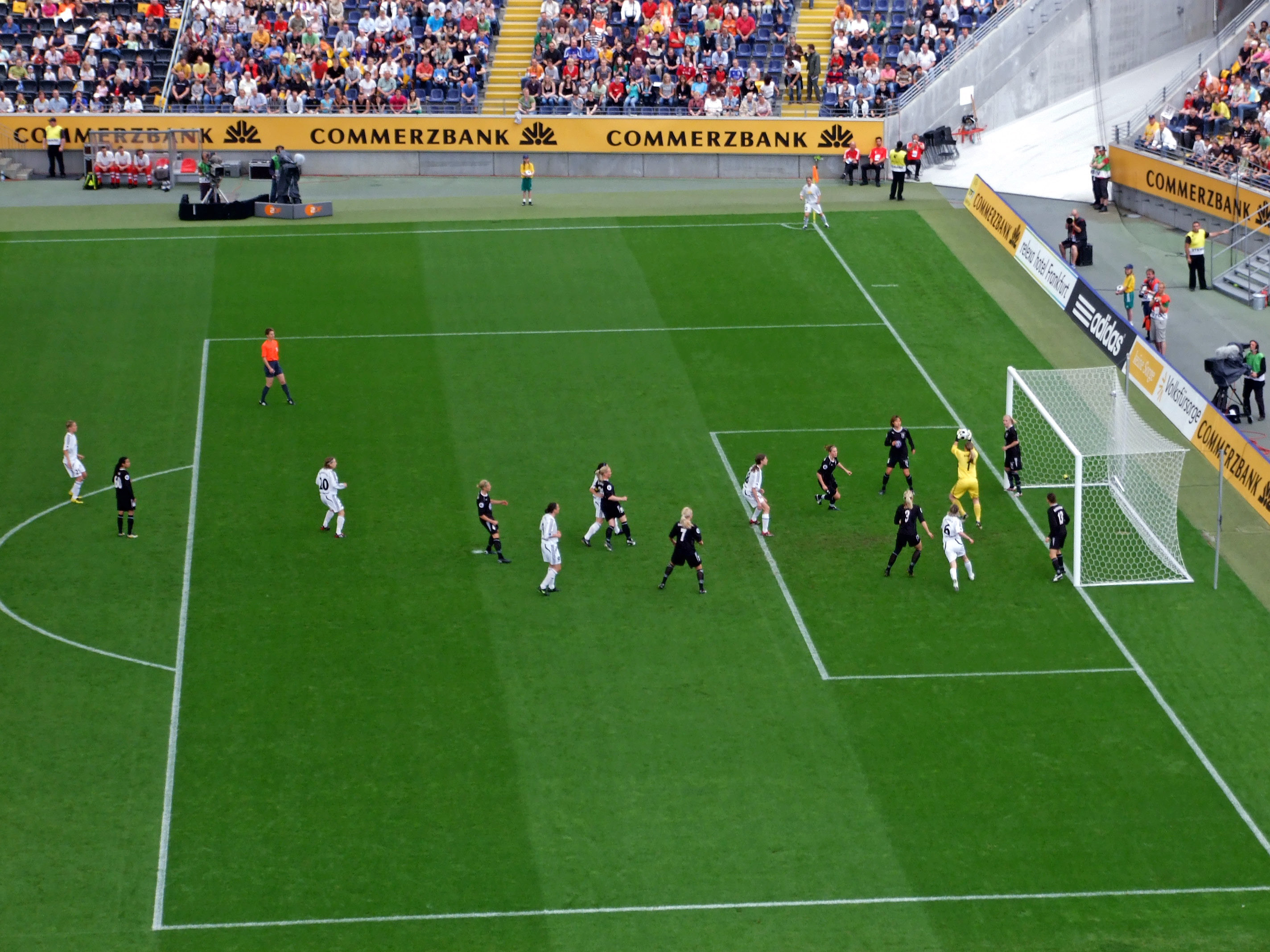
Umeå IK

Damallsvenskan 2013 foi a principal divisão do Campeonato Sueco de Futebol Feminino em 2013

.

Foi a 26ª edição deste torneio de futebol, iniciado em 1988.

12 clubes disputaram esta competição, entre abril e outubro de 2013.
 
Os novos participantes desta temporada – promovidos das antigas Norrettan e Söderettan - foram o Sunnanå SK e o Mallbackens IF.

## Campeão
| Damallsvenskan 2013  |
| Sweden               |
| -------------------- |
| LdB FC Malmö Campeão |

## Participantes
- Göteborg FC
- Jitex BK
- Kristianstads DFF
- Linköpings FC
- KIF Örebro
- Mallbackens IF
- LdB FC Malmö
- Piteå
- Sunnanå SK
- Tyresö FF
- Umeå IK
- Vittsjö GIK